# Testudinaria lemniscata
Testudinaria lemniscata är en spindelart som först beskrevs av Simon 1893.  Testudinaria lemniscata ingår i släktet Testudinaria och familjen hjulspindlar. Inga underarter finns listade i Catalogue of Life.